# Революція 1905—1907 в Ромнах
Перша російська революція 1905—1907 року в Ромнах — події Першої російської революції 1905—1907 року в місті Ромни Полтавської губернії Російської імперії (нині Сумська область Україна).

## Розгортання революційних процесів в 1905 році
На початку ХХ ст. Російська імперія опинилася у стані революційної ситуації. Революція спричинялася суперечністю між потребами соціально-економічного розвитку країни та залишків феодального ладу, передусім, збереженням самодержавства. Низка чинників зумовлювала загострення вказаної колізії: поразка в Російсько-японській війні, економічна криза, наростання соціальної нерівності населення, малоземелля селянства, національний гніт, неефективна політика держави, брак елементарних громадянських прав.
Події 9 січня 1905 року, що трапилися в Петербурзі, набули широкого розголосу та революційних дій зі сторони населення. Революційні настрої не оминули й територію Полтавської губернії, до складу якої на той час входило повітове місто Ромни. Воно мало важливе економічне значення. Ромни — ключова в торговельному сполученні станція Лібаво-Роменської залізниці, що сполучала Балтійське та Чорне море. Комерційна активність спонукала й розвиток промисловості міста: на кінець ХІХ ст. тут діяли дві та бачні фабрики, три парові млини, дві типографії, чавуноливарний та механічний завод купця 2-ї гільдії А. І. Кролика, спиртовий завод та інші підприємства. Поява широкого прошарку пролетаріату збігалося з поширенням в його середовищі соціалістичних ідей, поширювачами яких були як представники російських, так і національних партій. Варто відмітити розвиток освіти в місті, на той час існували: Роменське духовне училище, жіноча гімназія, реальне училище. Учні цих навчальних закладів брали активну участь в ході революційних подій, відстоюючи свої права, що було доволі нетипово для періоду початку ХХ ст. Станом на березень 1905 року в Ромнах існували осередки РУП, Бунд, ПСР та РСДРП. Ще у 1903 році з'явилася перша російська соціал-демократична група, підпорядкована Поліському комітетові. Згодом були прислані представники від неї Чапкін та Владимиров (з ім'ям останнього пов'язують створення підпільних кружків по місту). Протягом 1903—1904 років у Ромнах, на його околицях Могилки, Новолозівка, Западинці та в селах Засулля, Процівка соціалісти поширювали нелегальну літературу. Тут частими ставали арешти, обшуки та допити, але це не зупиняло соціал-демократів –Роменська група РСДРП створила осередки на околицях, продовжувала активно просувати в маси революційну друковану продукцію, заводила конспіративні квартири.
Перші прояви українського політичного руху відносяться до 1890-х років, коли постала місцева громада ЗУБО, про що свідчив один з керівників цієї організації Є. Чикаленко. Активізація українського політичного руху відбувалося напередодні революції зі створенням в Ромнах громади РУП. Першим проявом їхньої діяльності в місті та в Засуллі стало розповсюдження в січні 1902 року А. Барбаром, який був членом Київської вільної громади, «Відкритого листа до Сипягіна» та надходження в Засулля різних прокламації РУП в двох пакетах. Протягом 1903—1904 років роменській групі РУП вдалося налагодити тиражування листівок на власному гектографі, що дало змогу перевидати антивоєнну відозву ЦК РУП. Відбувалося епізодичне надходження літератури ззовні. На кінець весни 1905 року група РУП ще залишалася невеликою, нараховуючи десь 25–30 чоловік.
Хвилі революції докотилися до Ромен на початку березня, коли відбулися виступи серед учнівської молоді. Першими висловили протест учениці Роменської жіночої гімназії. Поштовхом до цього стали дії керівництва закладу на чолі з начальницею гімназії, яке вирішило провести панахиду за вбитим Московським генерал-губернатором Сергієм Олександровичем Романовим, що в свою чергу викликало невдоволення серед гімназисток, невдоволених тим, що за загиблими учасниками маніфестації «Кривавої неділі» 9 січня в столиці як раз начальство та духовенство не вважали проводити заходів вшанування пам'яті. Найактивніше виступили учениці V—VI класів, якими була складена петиція з вимогами: вигнати класну даму; не розкривати листи та не підкупати прислугу; нікого з протестуючих не виключати та інші. Рішучим став виступ окремих учнів реального училища. Тут 28 березня під час вранішньої молитви стався терористичний акт — пролунав вибух. Із учнів було поранено четверо, причому один із них опинився у важкому стані. Утім, директор закладу не постраждав. Наслідки подібних дій не забарилися проявитися в організаційному оформленні протиурядової учнівської організації — у серпні була створена Роменська соціал-демократична організація учнів, яка мала агітувати в навчальних закладах міста, що лише збільшило участь молоді в революції.
Навесні 1905 року роменські соціал-демократи розповсюджували листівки із закликом: «Хай живе революція!». Цей процес особливо активізувався напередодні Першотравня, бо саме в ці дні поліцією щодня збирала листівки розповсюдженні по вулицям. У результаті агітації лівих антиурядові настрої почали розширюватися серед населення:9 червня в міському парку відбувся показ кінофільму «Російсько-японська війна», що супроводжувався вигуками за повалення самодержав'я; 12 червня під час відправки військових на фронт на Олександрійській площі відбувся виступ представниці РУП Т. Ворони, за що її поліцією відразу було заарештовано. У ніч з 13 на 14 липня відбулося попередження великого вибуху перед поліцейським управлінням та приміщення городових, де було закладено дві самодільні чавуні трубки з вибуховою речовиною — одна з них розірвалася та пошкодила кілька вікон управління, інша була вчасно відкинута та не вибухнула. У літній період активізувалися зібрання. Зокрема, 19 липня в Гаю Вакашевича близько другої годин ночі декілька десятків осіб проводили антиурядове зібрання. Дізнавшись про це, поліцейське начальство відправило до означеного місця загін працівників поліції та козаків 1-го Урупського полку Кубанського козацького війська; відбулася стрілянина: частина учасників зібрання втекла, 12 чоловік було заарештовано та запроторено до тюрем. Улітку поліція дедалі продовжувала виявляти політичних противників режиму, боролася з поширенням друкованої «крамоли». Утім, це не зупиняло наростання революційного тиску — у вересні протиурядові виступи поновилися. Так, 2 вересня стався організований економічний страйк, учасники якого мали на меті добитися підвищення заробітної плати та покращення умов праці для підмайстрів кравецьких і шевських майстерень. Частково вимоги були виконані.
Період жовтня-грудня 1905 року — найвищий підйом революції й водночас найактивніший час в розмаху революційного руху в Ромнах. Початок жовтня ознаменувався підготовкою підпілля до виступу, організацією т. зв. «бірж», гуртуванням, з іншого боку, чорносотенського сил на чолі з купцем Литвиновим.
Роменці приєдналися до Всеросійського політичного страйку, що передував початку політичної реформи, 11 жовтня, коли почався один з наймаштабніших страйків залізничників. Він керувався страйкомом Лібаво-Роменської залізничної дороги з Мінську. Звідти ж 13 жовтня було отримано телеграму про активізацію дій страйкарів, розпорядження зупинити роботу й на період страйку взяти під свою охорону станцію. 14 жовтня зранку в депо відбулося зібрання всіх працівників, більшість з яких підтримала розпорядження комітету, але декілька службовців зі станції не погодились із цим та заявили, що станція не має припиняти роботу, тож вони продовжуватимуть працювати. Штрейкбрехерів страйкарі вигнали зі зібрання, заблокували двері контори та інших приміщень. Того ж дня ближче до обіду до станції був надісланий кінний загін козаків у 50 шабель. Керівник станції М. І. Кудрявцев не підтримував дій своїх працівників та закликав загін застосувати зброю до страйкарів, але до кровопролиття справа не дійшла, оскільки була з'ясована причину зібрання. Побачивши телеграму, згідно якої відбувався страйк, козаки були повернуті до казарм. 17 жовтня до міста прибув потяг, прикрашений червоними прапорами, що мав підтримувати зв'язок з робітниками зі Сновську. Страйк тривав до 23 жовтня; з 24 жовтня, згідно розпорядження страйкому, усі працівники мали повернутися до свого місця роботи. За всі десять днів бастування залізничникам була виплачена їхня зарплатня.
У цей час по місту почала циркулювати інформація про підготовку до єврейського погрому. На той час євреї становили велику частину міського населення: згідно перепису 1897 року налічувалося 6378 євреїв-містян (28,3 % від усього населення); до 1910 р. їхня кількість збільшилася вдвічі — 13401 чоловік або 35–40 % від усього населення. Напередодні революції у Ромнах діяли єврейська лікарня, чоловіча середня єврейська школи, друкарні, аптеки, а у 1905 році розпочало діяльність Товариство взаємодопомоги єврейських клерків.
10–12 жовтня заможні євреї звернулися до місцевої влади з проханням та вимогою попередити погром, про підготовку до якого активно надходили чутки. Їх запевнили, що міська влада погрому не допустить і ситуація в місті перебуватиме під контролем. Утім, революційні організації та партії почали озброюватися (нагайки, кастети, револьвери); від них не відставали й чорносотенці. Перші спроби організації погрому сталися 16–17 жовтня, але завдяки діям дружинників дії п'яних хуліганів вдалося зупинити.
Злам у ситуації в місті відбувся разом із виданням Маніфесту 17 жовтня, що проголошував основні демократичні свободи. Уже 18 жовтня в Ромнах на розі вулиці Полтавської та Ігольного ряду (нині — вулиця Соборна та частина вулиць Гетьмана Мазепи й бульвару Московського) стався мітинг. До мітингарів підійшов помічник повітового справника М. А. Булдовський, що вимагав показати маніфест, бо в поліції про нього нічого не було відомо, а це викликало підозри про вигадки «темних елементів». У відповідь мітингарі потребували, щоб він покинув їх, а один з протестувальників навіть зірвав  кашкет з голови Булдовського.
Учні жіночої гімназії та реального училища, отримавши звістку про Маніфест 17 жовтня, під червоними прапорами та з революційними піснями рушили до типографії Ліпина, де відбувалося зібрання. Маніфестація швидко зросла, сягнувши декількох тисяч чоловік. Маніфестанти почали рухатися по місту, дійшовши до вокзалу, а потім рушили до тюрми, щоб звільнити політичних в'язнів. Юрбі вдалося звільнити заручників і колона знову рушила до центру. У цей час на розі вулиць Полтавської(нині — Соборна вулиця)та Коржівської відбувалося зібрання чорносотенців, де Литвинов виголошував свою промову, призиваючи до погрому. Аби їх розігнати, маніфестанти зробили декілька пострілів, один з яких влучив в Литвинова, через який він згодом помер у лікарні. На розігнання маніфестації було відіслано загін козаків, а поліція використала провокаторів. Козаки діяли разом із погромниками, відкривши вогонь по маніфестації. Останні через невелику кількість набоїв вимушені були відступити. Чорносотенці, отримавши підтримку козаків, розпочали погром. У ночі місто було охоплене пожежами, що не гасилися, бо пожежна частина була паралізована погромниками. Влада в місті на час була усунута, а поліція та жандармерія ніяких запобіжних дій не застосовувала. Наступного дня о 12 годині в місті була проведена «патріотична» маніфестація вже під царським портретом та зі співом державного гімну. Погром поступово утамувався. 21 жовтня ситуацію опанувала міська влада, що закликала містян повернути все награбоване та запевнила громадськість про недопустимість у подальшому погромів.
Організатори та учасники погрому так і не понесли покарання. 29 листопада 1906 р. у Ромнах відбулося виїзне засідання Полтавського окружного суду, що розглядав справу про минулорічний єврейський погром. До слідства було притягнуто єврейського юнака Кравця, звинувачуваного у вбивстві погромників А. Литвиненка та поранення А. Скоропадського. Вагомих доказів у слідства не було; свідки плуталися в своїх показах. Тому суд присяжних виніс Кравцю виправдувальний вирок.
«Дні свобод» сприяли подальшій консолідації політичних сил. Наприкінці 1905 р. у Ромнах виник осередок ПНС. Ліві ліберали та демократично налаштована інтелігенція гуртувалися довкола опозиційної прогресивної газети «Живе слово», яку видавав Д. І. Данилов. Гостра критика існуючого ладу та його засобів боротьби з революцією відбилися на становищі редактора, якого врешті було виключено зі складу приватних повірених Роменського повітового з'їзду.
Таким чином, період 1905 року охарактеризувався активізацією в суспільно-політичному життя міста — розширенням мережі політичних партій, збільшенням їхнього впливу на маси, підвищенням соціальної активності різних верств міського населення, наростанням страйкової боротьби та влаштуванням «бірж» революційною молоддю. Якщо до ПРР у Ромнах раніше не відбувалися страйки, то в цей час страйковий рух у місті серед робітництва як раз зародився. Уперше заявила про свої громадянські права й інтереси учнівська молодь. Драматичним боком розгортання революції в Ромнах став погром єврейського населення, влаштований контрреволюційними та відверто кримінальними елементами.

## Суспільно-політичні процеси в 1906—1907 роках
Придушення революційного руху не спинило остаточно протест. Діяльність опонентів режиму відтепер відбувалося здебільшого з підпілля. У січні 1906 р. Роменська група РСДРП випустила 800 екземплярів листівок із закликом до відзначення 9 січня — першої річниці роковин «Кривавої неділі» –та пропозицією закрити контори, фабрики та магазини в цей день. У селі Засулля, де на той час проживала велика частина роменських робітників, 7 січня відбулася невелика демонстрація, яка рушила до центру міста, але поблизу вулиці Полтавської була розігнана козаками та поліцією. У цей період в структурі РСДРП були як більшовики, такі меншовики, але до радикальних дій здебільшого зверталися саме більшовики. 11 червня 1906 року у члена Роменської групи РСДРП Є. Омельченка було знайдено багато матеріалів РСДРП: замітки, книг, листівки, шість екземплярів прокламації «Постанови та резолюції об'єднав чого з'їзду РСДРП». Тоді ж у результаті трусу в студента Доленка був вилучений гектограф і надрукована прокламація «До всіх громадян». Як було виявлено поліцією, таємна друкарня належала Полтавському губернському союзу РСДРП. Доленка та Омельченка було заарештовано. Утім ці арешти не зупинили притік нелегальної літератури РСДРП. Зокрема, 9 березня 1907 року у Роменському поштамті було знайдено декілька пакетів газет «Пролетарій».
У цей час активно проводилася пропагандистська робота соціал-демократами. Про це засвідчує «Лекція з питань програми та тактики партії соціалістів-революціонерів для занять з робочими», датована 1906 роком. У ній йшлося про формування та ідеї соціалізму; задачі, які стоять перед робочим класом; літературу.
Після грудневих погромів революційних організацій на початку 1906 року відбувалося швидке відродження роменської організації УСДРП. Її роботу скеровували невідомі революціонери під псевдо «Микола» та «Олександр». Останній у подальшому виявився провокатором, що інформував про кількість і склад членів, про перехід до групи УСДРП членів РСДРП та з інших організацій. Пожвавлення діяльності осередку українських соціал-демократів відбулося з приїздом до міста представника УСДРПО. Мерклінга, який перед цим відбув шестимісячний термін ув'язнення. У свої руки він отримав, за його словами, «безнадійно хвору організацію в стані розкладу», схильну до «анархістсько-максималістської тактики». На початку його діяльності співпраця супроводжувалася постійними конфліктами та погрозами в його сторону з боку інших учасників УСДРП «поламати ребра», але не зважаючи на це, до літа 1906 р. Роменська група УСДРП вже налічувала 50–70 чоловік. На фланзі українських політичних сил її конкурентом став місцевий осередок УСДС, що інституювався влітку 1906 року й одразу розгорнув активну організаційну та пропагандистську діяльність. З осені 1906 року Роменська організація Спілки стала однією з найпотужніших в Полтавській губернії.
У 1906 році Ромни стають одним із центрів анархістського руху на території України. Тут діяло два угрупування: організації анархістів-комуністів та анархістів-індивідуалістів «Вільна особистість». Остання під керівництвом О. Найдаша вдавалася до ексів та нараховувала 30 бойовиків. Діяльність «Вільної особистості» супроводжувалася економічним терором, вбивством городових, що тривали аж до 1909 року. Прикладом їхньої бойової діяльності стала акція в ніч з 2 на 3 травня, коли ними був влаштований вибух в квартирі вчителя реального училища та жіночої гімназії І. М. Россоптовського, який відзначався консервативними поглядами. Однак його оселя фактично не постраждала, на відміну від інших будинків, де повилітали шибки. Також анархісти здійснювали цілком продуктивну роботу на інших напрямах політичної діяльності: друкували листівки, перетягували до своїх лав бундівців та соціал-демократів.
Разом із придушенням революційного руху відбувався процес цементації правих — у Ромнах від 1906 р. діяли осередки СРН і Союзу 17 октября. Останній діяв під проводом місцевого керівника групи цієї партії предводителя дворянства Роменського повіту, голови Роменської повітової земської управи, почесного мирового судді та почесного голови Роменського сільськогосподарського товариства Григорія Миколайовича Навроцького. Переважно октябристи активізувалися під час елекційних процесів. Усунення кандидатів від опозиції відкривало для них широкий простір виборчої діяльності. Обираючи поміж «двох зол», виборці віддавали голоси представникам Союзу 17 октября, який до того ж дистанційонувався від співпраці з українськими лібералами через «несформованість їхньої програми». Тож саме почесний громадянин Г. М. Навроцький і був обраним депутатом від Полтавської губернії до ІІІ Державної думи восени 1907 р.
Окрім октябристів активну участь у виборах до Державної думи брала участь УСДС. За це спілчани постійно наражалися на труси та арешти своїх прихильників. Звужувала можливості українських політсил просунути своїх кандидатів і те, що єврейська спільнота відмовила їм в пропозиції об'єднання в один передвиборчий блок.
В означений період не припинялася економічна боротьба робітництва. Так, у другій половині січня відбувся страйк учнів-робітників чавуно-ливарного заводу та механічного заводу Кролика на Глинській вулиці(нині — вулиця Героїв Роменщини й Дудіна). Страйкарі висунули наступні вимоги: відміна казармового життя на господарських харчах, видача замість цього оплати грошима в наступних розмірах: учню в 1-й і 2-й рік по 25 коп. в 3-й і 4-й рік по 85 коп. в 5-й рік — 45 коп.; ввічливе ставлення з боку адміністрації (до цього часу особливо жорстоким ставленням відзначався керуючий Садовський); за понаднормові роботи мають платити в півтора рази більше; виплати за харчування на весь час страйку; видача на руки кожному розрахункових книг. Також ними було заявлено, що страйкування триватиме доти, поки не будуть виконані умови та підписані власником Кроликом. Крім того, ніхто не має бути звільнений за участь в протесті.
8 серпня 1906 року постав новий страйк з економічними вимогами працівників заводу А. І. Кролика: поліпшити житлові, соціальні та професійні умови праці.
Наприкінці жовтня 1906 року в місті відбулися арешти «політичних»: 29 жовтня заарештовано 8 чоловік, що належали до анархістських організацій. Газета «Рада» повідомляла, що вони були затримані начебто за напад на Вознесенську церкву. Протягом наступних днів тривали постійні арешти, що почалися після вбивства старшого поліціянта Д. Цопи. 30 жовтня 1906 року відбувся обшук у колишнього учня Роменського реального училища, сина поміщика Є. Колпакова-Мірошниченка: було знайдено 62 екземпляри «Виборзького звернення» (щоправда, за це він був засуджений лише в 1912 році).
Обшуки та арешти продовжилися й в 1907 р., що в результаті привело до розгрому низки політичних організацій. Так, 18 січня стався по місту трус в членів УСДС (у Ромнах налічувалося 7 таких адрес). Крім того, вони охопили можливих кандидатів у виборщики депутатів ІІ Державної думи та книжковий магазин «Труд». Восени 1907 року припинила свою діяльність Роменська група РСДРП, а вслід за нею місцева група УСДРП.
Отже, у період січня 1906 року — червня 1907 року відбувався спад революційного руху в Ромнах. Поступово зменшилася суспільно-політична активність населення, звузилася й діяльність революційних організацій. Утім цей процес відбувався хвилеподібно — притухання діяльності одних груп збігалося з тимчасовою активізацією інших, що особливо помітно з рокіровки РСДРП і УСДС. Активність останньої в 1906 р. навпаки зростала. Натомість у результаті систематичних репресивних заходів до кінця 1907 р. діяльність радикального крила опозиції в Ромнах остаточно припинилася. Ліві сили відновили свою широку діяльність лише разом із початком Української національно-демократичної революції.